# Bombarral (gemeente)
Bombarral is een plaats en gemeente in het Portugese district Leiria.
De gemeente heeft een totale oppervlakte van 92 km² en telde 13.324 inwoners in 2001.

## Plaatsen in de gemeente
- Bombarral
- Carvalhal
- Pó
- Roliça
- Vale Covo